# Список голів КДБ
В статті наведений список голів радянського КДБ.

## Список
| #  | Ім'я (роки життя)                              | Ім'я (роки життя)                              | Обійняв посаду                                 | Залишив посаду                                 | Голова уряду                                                                              |                                                |
| 1  | Голова ВЧК (1917–1922)                         | Голова ВЧК (1917–1922)                         | Голова ВЧК (1917–1922)                         | Голова ВЧК (1917–1922)                         | Голова ВЧК (1917–1922)                                                                    |                                                |
| -- | ---------------------------------------------- | ---------------------------------------------- | ---------------------------------------------- | ---------------------------------------------- | ----------------------------------------------------------------------------------------- | ---------------------------------------------- |
| 1  | Фелікс Дзержинський (1877–1926)                |                                                | 20 грудня 1917                                 | 6 лютого 1922                                  | - Володимир Ленін (1917–1924)                                                             |                                                |
| 1  | Голова ДПУ (1922–1934)                         |                                                |                                                |                                                |                                                                                           |                                                |
| 1  | Фелікс Дзержинський (1877–1926)                |                                                | 6 лютого 1922                                  | 20 липня 1926                                  | - Володимир Ленін (1917–1924) - Олексій Риков (1924–1930) - В'ячеслав Молотов (1930–1941) |                                                |
| 2  | В'ячеслав Менжинський (1874–1934)              |                                                | 30 липня 1926                                  | 10 травня 1934                                 | - В'ячеслав Молотов (1930–1941)                                                           |                                                |
| 3  | Народний комісар внутрішніх справ (1934–1934)  | Народний комісар внутрішніх справ (1934–1934)  | Народний комісар внутрішніх справ (1934–1934)  | Народний комісар внутрішніх справ (1934–1934)  | Народний комісар внутрішніх справ (1934–1934)                                             | Народний комісар внутрішніх справ (1934–1934)  |
| 3  | Генріх Ягода (1891–1936)                       |                                                | 10 липня 1934                                  | 26 вересня 1936                                | - В'ячеслав Молотов (1930–1941)                                                           |                                                |
| 4  | Микола Єжов (1885–1940)                        |                                                | 26 вересня 1936                                | 25 листопада 1938                              | - В'ячеслав Молотов (1930–1941)                                                           |                                                |
| 5  | Лаврентій Берія (1899–1953)                    |                                                | 25 листопада 1938                              | 3 лютого 1941                                  | - В'ячеслав Молотов (1930–1941)                                                           |                                                |
| 6  | Народний комісар державної безпеки (1941)      | Народний комісар державної безпеки (1941)      | Народний комісар державної безпеки (1941)      | Народний комісар державної безпеки (1941)      | Народний комісар державної безпеки (1941)                                                 | Народний комісар державної безпеки (1941)      |
| 6  | Всеволод Меркулов (1895–1953)                  |                                                | 3 лютого 1941                                  | 20 липня 1941                                  | - В'ячеслав Молотов (1930–1941) - Йосип Сталін (1941–1953)                                |                                                |
| 5  | Народний комісар внутрішніх справ (1941–1943)  | Народний комісар внутрішніх справ (1941–1943)  | Народний комісар внутрішніх справ (1941–1943)  | Народний комісар внутрішніх справ (1941–1943)  | Народний комісар внутрішніх справ (1941–1943)                                             | Народний комісар внутрішніх справ (1941–1943)  |
| 5  | Лаврентій Берія (1899–1953)                    |                                                | 20 липня 1941                                  | 14 квітня 1943                                 | - Йосип Сталін (1941–1953)                                                                |                                                |
| 6  | Народний комісар державної безпеки (1943–1946) | Народний комісар державної безпеки (1943–1946) | Народний комісар державної безпеки (1943–1946) | Народний комісар державної безпеки (1943–1946) | Народний комісар державної безпеки (1943–1946)                                            | Народний комісар державної безпеки (1943–1946) |
| 6  | Всеволод Меркулов (1895–1953)                  |                                                | 14 квітня 1943                                 | 15 березня 1946                                | - Йосип Сталін (1941–1953)                                                                |                                                |
| 6  | Міністерство державної безпеки (1946–1953)     |                                                |                                                |                                                |                                                                                           |                                                |
| 6  | Всеволод Меркулов (1895–1954)                  |                                                | 15 березня 1946                                | 18 березня 1946                                | - Йосип Сталін (1941–1953)                                                                |                                                |
| 7  | Віктор Абакумов (1908–1954)                    | —                                              | 18 березня 1946                                | 1951                                           | - Йосип Сталін (1941–1953)                                                                |                                                |
| 8  | Семен Ігнатьєв (1904–1983)                     | —                                              | 1951                                           | 5 березня 1953                                 | - Йосип Сталін (1941–1953)                                                                |                                                |
| 5  | Лаврентій Берія (1899–1953)                    |                                                | 5 березня 1953                                 | 26 червня 1953                                 | - Георгій Маленков (1953–1955)                                                            |                                                |
| 9  | Сергій Круглов (1907–1977)                     | —                                              | червень 1953                                   | 13 березня 1954                                | - Георгій Маленков (1953–1955)                                                            |                                                |
| 10 | Голова Комітету державної безпеки (1953–1991)  | Голова Комітету державної безпеки (1953–1991)  | Голова Комітету державної безпеки (1953–1991)  | Голова Комітету державної безпеки (1953–1991)  | Голова Комітету державної безпеки (1953–1991)                                             | Голова Комітету державної безпеки (1953–1991)  |
| 10 | Іван Сєров (1905–1990)                         | —                                              | 13 березня 1954                                | 8 грудня 1958                                  | - Георгій Маленков (1953–1955) - Микола Булганін (1955–1958) - Микита Хрущов (1958–1964)  |                                                |
| 11 | Олександр Шелепін (1918–1994)                  | —                                              | 25 грудня 1958                                 | 13 листопада 1961                              | - Микита Хрущов (1958–1964)                                                               |                                                |
| 12 | Володимир Семичасний (1924–2001)               |                                                | 13 листопада 1961                              | 18 травня 1967                                 | - Микита Хрущов (1958–1964) - Олексій Косигін (1964–1980)                                 |                                                |
| 13 | Юрій Андропов (1914–1984)                      |                                                | 18 травня 1967                                 | 26 травня 1982                                 | - Олексій Косигін (1964–1980 - Микола Тихонов (1980–1985)                                 |                                                |
| 14 | Віталій Федорчук (1918–2004)                   | —                                              | 26 травня 1982                                 | 17 грудня 1982                                 | - Микола Тихонов (1980–1985)                                                              |                                                |
| 15 | Віктор Чебриков (1923–1999)                    |                                                | 17 грудня 1982                                 | 1 жовтня 1988                                  | - Микола Тихонов (1980–1985) - Микола Рижков (1985–1991)                                  |                                                |
| 16 | Володимир Крючков (1924–2007)                  |                                                | 1 жовтня 1988                                  | 22 серпня 1991                                 | - Микола Рижков (1985–1991) - Валентин Павлов (1991)                                      |                                                |
| —  | Леонід Шебаршин (в.о.) (1935–2012)             | —                                              | 22 серпня 1991                                 | 23 серпня 1991                                 |                                                                                           |                                                |
| 17 | Вадим Бакатін (нар. 1937)                      | —                                              | 23 серпня 1991                                 | 22 жовтня 1991                                 | - Іван Сілаєв (1991)                                                                      |                                                |